# Station Farncombe
Farncombe is een spoorwegstation van National Rail in Waverley in Engeland. Het station is eigendom van Network Rail en wordt beheerd door South Western Railway. Het station is geopend in 1897.